# 王陸一

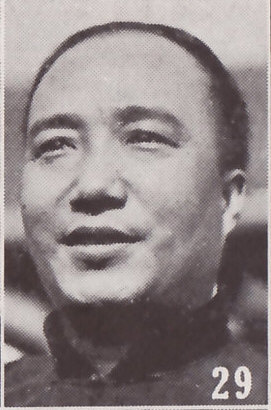
王陸一

王陸一（1897年—1943年10月20日）旧名肇巽。別名天士，出生於陕西省西安府三原縣，中華民國政治人物，中國國民黨元老于右任的親信。

## 事績
1912年進入西北大学法科學習。1915年，他参与了討伐袁世凯計畫，却因事前泄密，只好逃往甘肅。1918年响应孙中山的護法運動，未果而逃往渭北。之后他成为了于右任的部下，成为了陝西省靖国軍秘書兼外交處處長。一段时间后，他和于右任一起前往上海，在上海大学和中國国民党上海执行部工作。1925年赴苏联留学，在莫斯科中山大学学习政治经济学。第二年冬天回到中華民國。
1927年任陕西国民革命军总司令部辦公室主任，后赴武汉任国民政府参事。次年，任中國国民党中央执行委员会秘书處書記长兼中國国民党二大五中全會秘书长。1930年任安徽大学文学院院長。1931年11月，任中國国民党第四届候补中央执行委员兼宣傳委員会委員，后兼任民衆運動指導委員会副主任委員。
同年，他被任命为中央政治学校計政学院主任和监察院秘书长（监察院院长为于右任）。1935年11月，他被选为国民党第五届中央执行委员，并兼任民衆訓練部副部長。1938年春，他成为军事委员会战区軍風紀第2巡察團委員，1941年，他被任命为山西和陕西的監察使。1943年10月20日，他因病去世。

## 著作
- 『長毋相忘詞』

## 注
1. ↑  劉主編（2005）、175頁と東亜問題調査会編（1941）、20頁による。徐主編（2007）、140頁は1896年としている。
2. 1 2 3  徐主編（2007）、140頁。
3. 1 2 3  劉主編（2005）、175頁。
4. 1 2 3  東亜問題調査会編（1941）、20頁。